# Quyết định
Quyết định có thể được xem xét như là một kết quả, một sản phẩm của hoạt động lãnh đạo; được biểu hiện dưới dạng những văn bản hoặc khẩu dụ thể hiện phương án ứng phó hay giải quyết thách thức lãnh đạo, thể hiện những cam kết về các nguồn tài lực, phương hướng hành động của người lãnh đạo (bao gồm cá nhân hoặc tập thể).

## Phân loại
- Xét về đối tượng tác động thì có quyết định kinh tế, quyết định chính trị...
- Xét về chủ thể ra quyết định thì có quyết định của cá nhân và quyết định của tập thể.
- Xét về tính chất, phạm vi liên quan thì có quyết định chiến lược, quyết định chiến thuật và quyết định nghiệp vụ mang tính chất thao tác.
- Xét về quy trình có: quyết định theo quy trình và quyết định không theo quy trình (Herbert Simon)
- Quyết định lãnh đạo và quyết định quản lý.

## Ra quyết định

### Khái niệm
Quyết định được xem là sự phản ứng của con người  đối với một vấn đề - ra quyết định. Theo nghĩa hẹp, ra quyết định là sự lựa chọn cuối cùng phương án hành động của con người. Theo nghĩa rộng, ra quyết định là một quá trình gồm phát hiện vấn đề, xác định mục tiêu, tập hợp ý kiến và trí tuệ để định ra phương án; phân tích đánh giá lựa chọn phương án tối ưu, thực hiện phương án, phản hồi điều tiết. Như vậy, ra quyết định là quá trình cân nhắc và lựa chọn trong hành động để đạt mục tiêu tốt nhất của người con người

### Bản chất
Về bản chất, ra quyết định luôn thể hiện sự cân nhắc và lựa chọn: cân nhắc và lựa chọn vấn đề giải quyết, lựa chọn mục tiêu cần đạt, sự cân nhắc các phương án để rồi lựa chọn phương án hành động trong một không gian, thời gian cụ thể...

### Đặc trưng
- Ra quyết định mang tính chiến lược: nhìn ra và tác động tới bản chất, then chốt, trọng tâm; đại cục; có tác động lâu dài.
- Tính khách quan: quá trình ra quyết định mang tính nó vốn có, dựa trên bằng chứng khách quan.
- Tính kịp thời: phải đảm bảo đúng thời điểm để nắm bắt thời cơ hoặc không để cho vấn đề trầm trọng hơn.
- Mang tính dự báo: nhìn ra xu hướng mới, tiềm ẩn; đón bắt được thời cơ; lường trước những kết quả.
- Có sự tham gia của các bên có liên quan để đảm bảo cơ chế đối thoại và phản biện.
- Đảm bảo tính hợp pháp, hợp đạo lý: theo đúng quy trình thủ tục, tuân thủ pháp luật...

### Yêu cầu
- Người lãnh đạo phải có một phương thức ra quyết định: với sự điều chỉnh kịp thời, ứng biến linh hoạt với các thay đổi nhưng không để mất định hướng chiến lược.
- Cốt lõi của ra quyết định lãnh đạo là quá trình cân nhắc để có sự lựa chọn phương án hành động thích hợp trong một không gian, thời gian cụ thể và do đó phải nhận diện bối cảnh cụ thể. Bối cảnh này cần được nhìn nhận tổng thể, bao gồm: (a) bối cảnh quốc gia, quốc tế, khu vực; (b) Bối cảnh trong nước, các lực lượng/các bên liên quan, các lợi ích..; (c) Hoàn cảnh của bản thân, gia đình, tổ chức, tức là đánh giá thực lực của mình (con người, vật lực, tiền bạc, uy thế...) mình đang có. Bối cảnh này cần được nhìn nhận kéo dài từ trước, trong và sau khi ra quyết định chứ không chỉ tại thời điểm họ ra quyết định.
- Quá trình ra quyết định lãnh đạo luôn là sự chuyển hóa liên tục giữa tư duy và hành động của người lãnh đạo. Ra quyết định lãnh đạo chứa đựng trong đó sự cân nhắc để đưa ra những nhận định đúng, đưa ra sự lựa chọn trong bối cảnh phức hợp. Ra quyết định lãnh đạo cũng chứa đựng trong đó những hoạt động trải nghiệm thực tiễn, "dò đá qua sông", vừa làm vừa điều chỉnh. Hoạt động trải nghiệm sẽ đem lại cho người lãnh đạo tri thức mới về bối cảnh, về vấn đề lãnh đạo.
- Để có được nhận định sáng suốt trong ra quyết định, người lãnh đạo cần có sự trải nghiệm và "Hiện tại mở", có tư duy hệ thống, tâm trong sáng, biết quan sát, học hỏi và lắng nghe.[1]

## Quá trình ra quyết định

### Quy trình
Xác định vấn đề và mục tiêu hành động: Người lãnh đạo xác định vấn đề từ 3 nguồn: yêu cầu của thực tiễn, nhiệm vụ được giao, bổ sung chuỗi hành động quyết định. Bên cạnh đó, sự tâm huyết và tính nhậy bén của người lãnh đạo là rất cần thiết.
Phân tích vấn đề lãnh đạo. Đây là hoạt động mang tính nhận thức, do vậy, cần chỉ rõ: diễn biến của vấn đề, mâu thuẫn chính yếu là gì, tính nan giải của vấn đề là gì, mối quan hệ giữa các đối tượng liên quan, mục tiêu cần đạt cũng như các thách thức và cơ hội đi kèm, khâu đột phá là gì, các khía cạnh pháp lý... Các kỹ năng cần có: điều tra, khảo sát khoa học khách quan; sử dụng chuyên gia; khảo cứu các tiền lệ; cung cấp các bằng chứng cho việc lập các phương án...
Xây dựng các phương án và lựa chọn hành động ưu tiên. Cần xác định phương án về dữ liệu đầu vào được sử dụng để lập các phương án ra quyết định; các tiêu chí để đánh giá các phương án; kinh nghiệm của bản thân tổ chức và các tiền lệ; các mô hình toán học và thống kê trong việc đánh giá các phương án; mức độ rủi ro, sự chắc chắn và sự không chắc chắn.
Thực hiện phương án ưu tiên: xác định lộ trình thực hiện quyết định; phân công trách nhiệm và cơ chế phối hợp, báo cáo; tạo sự đồng thuận của các bên liên quan; giám sát và điều chỉnh hoạt động.
Đánh giá hiệu quả quyết định: đánh giá kết quả đạt được đối chiếu với mục tiêu của phương án tối ưu đã được lựa chọn; phát hiện các vấn đề nảy sinh, bộc lộ trong quá trình thực hiện quyết định: cơ chế, sử dụng nguồn lực, sự hài lòng của các bên liên quan, hệ quả không lường trước; rút ra các bài học/bằng chứng để chuẩn bị cho các quyết định tiếp theo.

### Yếu tố ảnh hưởng
Đặc điểm của người lãnh đạo: Quan điểm, hệ tư tưởng, tầm nhìn, sự nhất quán đến tầm nhìn trong hành động, phẩm chất đạo đức, tri thức chuyên môn, tri thức kinh nghiệm, tri thức qua học hỏi, vị thế, trí tuệ cảm xúc, trực giác của người lãnh đạo ảnh hưởng trực tiếp đến quá trình ra quyết định.
Đặc điểm của người thực hiện: Nhu cầu, lợi ích của cá nhân, nhóm, cộng đồng...; thói quen, hành vi ứng xử; kiến thức, kinh nghiệm; năng lực, kỹ năng của những người thực hiện, những người tham gia.
Bối cảnh ra quyết định: các giá trị được chi sẻ, văn hoá tổ chức; bối cảnh chính trị, kinh tế, xã hội; nhóm lợi ích, quyền lực...

## Một số mô hình

### Mô hình thiết kế tri thức
Theo Hames và Oka - Hames (2007), đây là mô hình quan trọng trong ra quyết định lãnh đạo, vì nó đi sâu vào bên trong quá tình tư duy của nhà lãnh đạo, giúp kiến tạo tri thức của cá nhân và tập thể một cách chiến lược về vấn đề lãnh đạo trong bối cảnh biến đổi nhanh, phức tạp. Mô hình này gồm 8 bước trong 4 giai đoạn, thể hiện tư duy sâu sắc về bối cảnh, nắm bắt được hiện tại mở rộng để thiết kế quyết định lãnh đạo.
4 giai đoạn
Cảm nhận (Sensing): Cảm nhận hoặc trải nghiệm những điều đang xảy ra. Cảm nhận bao gồm 2 hoạt động chính là Chọn lọc những yếu tố, sự kiện liên quan đến chiến lược hiện thời (framing); và Tập trung (Focusing) vào những yếu tố chính. Cảm nhận là nhận ra những thay đổi những thách thức/cơ hội; Tìm ra những vấn đề thực sự phải tập trung giải quyết (điểm nhạy cảm liên quan đến hiệu ứng cánh bướm).
Nhận biết (Knowing):  Nhìn nhận được các vấn đề yếu tố cốt lõi, xác định được các xu hướng. Nhận biết gồm 2 hoạt dộng chính là Tạo dựng mô hình giải thích nhằm hiểu sâu sự tương tác của các yếu tố (patterning) và Nhận thức lại (reperceiving) nhằm củng cố và đào sâu sự hiểu biết về các vấn đè, sự kiện mới, tập trung vào khu vực cốt lõi nhất. Nhận biết giúp tìm kiếm các điểm tương đồng và khác biệt trong các mô hình giải quyết vấn đề; làm sâu sắc nhận thức theo các góc nhìn theo các lĩnh vực khác nhau; xác định khu vực cần đặc biệt chú ý.
Thiết kế (Designing): các biện pháp, cơ chế hoặc chiến lược phù hợp nhằm cải thiện tình hình. Thiết kế bao gồm 2 hoạt động chính là Nhận biết các vấn đề chiến lược cũng các hậu quả của chúng (Consequences) trong các hoạt động thường ngày; và Đưa ra các chiến lược (Schema)3.Thiết kế: Lên kế hoạch cho các bước hướng tới tương lai.
Thực hiện (Enacting): Chuyển các chiến lược thành hành động. Giai đoạn này cũng bao gồm 2 nội dung hoạt động là Chuyển chiến lược thành hành động có hiệu lực (effecting); và Cùng tiến triển (Coevolving) nhằm vào phát triển các sự thay đổi trong thực té công việc, hài hòa với sự thay đổi hệ thống mà các chiến lược hướng tới.
Điều quan trọng của mô hình này không phải ở sự ứng dụng cứng nhắc từng bước với các nội dung chi tiết mà chính trong  việc hiểu các động thái của quá trình nâng cao nhận thức thông qua các đối thoại chiến lược của tập thể, thông qua sự "học tập cộng tác" (Collaborative learning). Học tập cộng tác, như Hames và các cộng sự quan niệm, là một chu trình liên tục và lặp lại, cấu thành yếu tố cốt lõi của khả năng đưa ra các quyết định sang suốt, hiệu quả và hợp đạo lý.
Các bước thực hiện
Bước 1 – Biết về những gì đang xảy ra (khái quát hóa): Khái quát hóa một bối cảnh dựa vào những hiểu biết gần đây của chúng ta về tình hình.
Bước 2 – Quyết định vấn đề nào thực sự có ý nghĩa: Tập trung chú ý vào những yếu tố quan trọng, dựa trên những thông tin hiện tại.
Bước 3 – Tìm ra các mô hình có ý nghĩa (khái quát hóa các mô hình): Chúng ta hình thành các quan điểm khác nhau và những bài học mới thông qua sự khám phá cảm giác, khả năng trực giác, thông tin thực tế, thể hiện suy nghĩ của chúng ta với nhiều quan điểm đã được mở rộng và sự hiểu biết sâu sắc về những gì đang xảy ra.
Bước 4 – Làm sâu sắc thêm hiểu biết của chúng ta: nhìn nhận vấn đề theo những cách khác nhau. Loại bỏ những yếu tố không có tác dụng trong việc tìm kiếm một sự hiểu biết sâu sắc hơn, tinh túy hơn và thông minh hơn về tình hình
Bước 5 – Xác định khu vực cần đặc biệt chú ý: Mở rộng sự tìm hiểu của chúng ta để có thêm các quan điểm mới, nhờ đó ta có thể hiểu được cái gì mang tính khả thi từ góc nhìn thực tiễn. Có vấn đề gì, ứng dụng hay kết quả gì xuất hiện từ sự hiểu biết mới của chúng ta về tình hình?
Bước 6 – Thiết kế con đường đi tới tương lai: Dự tính những kế hoạch phản ứng cần thiết đối với tình hình, thử nghiệm tính khả thi của các phương án, qua đó hình thành các lựa chọn giúp chúng ta chuẩn bị, điều chỉnh và quen với những sự thay đổi không mong muốn.
Bước 7 – Thực hiện kế hoạch: Tiến hành những thay đổi mà chúng ta đã lập kế hoạch
Bước 8 – Giám sát, kiểm tra hệ thống: Khi chúng ta thường xuyên giám sát tình hình, chúng ta sẽ có thể suy ngẫm về những tác động do sự thay đổi đem lại và nhận biết bất kỳ hệ quả không mong muốn nào mới xuất hiện trong tổ chức hoặc trong hệ thống sinh thái cộng đồng rộng lớn.

### Mô hìnhVroom-Jago-Yetton
Ba tiêu chí chủ yếu để cân nhắc là: Chiều sâu của quyết định, sự đồng thuận và cam kết của tập thể, giới hạn thời gian.